# 2010-es Tour de Pologne
A 2010-es Tour de Pologne a 67. volt 1928 óta. 2010. augusztus 1-jén kezdődött Sochaczew-ben és augusztus 7-én ért véget Krakkó-ban. A verseny része a 2010-es UCI Világranglistának és 7 szakaszból állt. Az összetett versenyt Daniel Martin nyerte meg Grega Bole és Bauke Mollema előtt.

## Részt vevő csapatok
23 csapat vett részt a versenyen.

 AG2R La Mondiale ·   Astana ·   BMC Racing Team ·   Caisse d'Epargne ·   Cervélo ·   Euskaltel-Euskadi ·   Footon-Servetto ·   Francaise des Jeux ·   Garmin-Transitions ·   Lampre-Farnese Vini ·   Liquigas-Doimo ·  Omega Pharma-Lotto ·  Quick Step ·  Rabobank ·   Team HTC-Columbia ·   Katusha Team ·   Milram ·   Team RadioShack ·   Saxo Bank ·   Sky Procycling ·   Team Poland ·   Vacansoleil ·   Skil-Shimano

## Szakaszok
2010-ben a verseny 7 szakaszból állt.
| Szakasz | Dátum        | Útvonal                            | Hossz    | Győztes            |
| ------- | ------------ | ---------------------------------- | -------- | ------------------ |
| 1.      | augusztus 1. | Sochaczew - Varsó                  | 175,1 km | Jacopo Guarnieri   |
| 2.      | augusztus 2. | Rawa Mazowiecka - Dąbrowa Górnicza | 240 km   | André Greipel      |
| 3.      | augusztus 3. | Sosnowiec - Katowice               | 122,1 km | Yauheni Hutarovich |
| 4.      | augusztus 4. | Tychy - Cieszyn                    | 177,9 km | Mirco Lorenzetto   |
| 5.      | augusztus 5. | Jastrzębie-Zdrój - Ustroń          | 149 km   | Daniel Martin      |
| 6.      | augusztus 6. | Oświęcim - Bukowina Tatrzańska     | 228,5 km | Bauke Mollema      |
| 7.      | augusztus 7. | Nowy Targ - Krakkó                 | 163,9 km | André Greipel      |

## Összetett táblázat
|    | Rider                   | Team                | Time      |
| -- | ----------------------- | ------------------- | --------- |
| 1  | Daniel Martin (IRL)     | Garmin-Transitions  | 30:38:48  |
| 2  | Grega Bole (SLO)        | Lampre-Farnese Vini | +00:00:08 |
| 3  | Bauke Mollema (NED)     | Rabobank            | +00:00:10 |
| 4  | Michael Albasini (SUI)  | Team HTC-Columbia   | +00:00:20 |
| 5  | Alessandro Ballan (ITA) | BMC Racing Team     | +00:00:21 |
| 6  | Sylwester Szmyd (POL)   | Liquigas-Doimo      | +00:00:26 |
| 7  | Marek Rutkiewicz (POL)  | Team Poland         | +00:00:30 |
| 8  | Diego Ulissi (ITA)      | Lampre-Farnese Vini | +00:00:30 |
| 9  | Tom Danielson (USA)     | Garmin-Transitions  | +00:00:33 |
| 10 | Tiago Machado (POR)     | Team RadioShack     | +00:00:41 |

## Összegzés
| Szakasz (győztes)             | Összetett verseny · | Hegyi pontverseny · | Sprintverseny ·   | Pontverseny ·    | Csapatverseny       |
| ----------------------------- | ------------------- | ------------------- | ----------------- | ---------------- | ------------------- |
| 1. szakasz Jacopo Guarnieri   | Jacopo Guarnieri    | Lukasz Bodnar       | Błażej Janiaczyk  | Jacopo Guarnieri | Sky Procycling      |
| 2. szakasz André Greipel      | Allan Davis         | Marcin Sapa         | Błażej Janiaczyk  | Allan Davis      | Sky Procycling      |
| 3. szakasz Yauheni Hutarovich | Allan Davis         | Dominique Rollin    | Błażej Janiaczyk  | Allan Davis      | Sky Procycling      |
| 4. szakasz Mirco Lorenzetto   | Mirco Lorenzetto    | Johnny Hoogerland   | Błażej Janiaczyk  | Allan Davis      | Lampre-Farnese Vini |
| 5. szakasz Daniel Martin      | Daniel Martin       | Johnny Hoogerland   | Błażej Janiaczyk  | Allan Davis      | Garmin-Transitions  |
| 6. szakasz Bauke Mollema      | Daniel Martin       | Johnny Hoogerland   | Johnny Hoogerland | Grega Bole       | Garmin-Transitions  |
| 7. szakasz André Greipel      | Daniel Martin       | Johnny Hoogerland   | Johnny Hoogerland | Allan Davis      | Garmin-Transitions  |
| Végeredmény                   | Daniel Martin       | Johnny Hoogerland   | Johnny Hoogerland | Allan Davis      | Garmin-Transitions  |